# 杰克·斯威格特
小约翰·莱昂纳德·“杰克”·斯威格特（John Leonard "Jack" Swigert, Jr.，1931年8月30日—1982年12月27日）是美国国家航空航天局的宇航员，以作为登月舱驾驶员将严重受损无法登月的阿波罗13号成功带回地球而闻名。
杰克·斯威格特出生于美国科羅拉多州的丹佛，斯威格特毕业于科羅拉多大學波德分校，拥有机械工程学位。大学期间，他是校橄榄球队的成员。斯威格特曾作为空军战斗机飞行员，并在朝鲜服役，后来成为了一名试飞员。

## 阿波罗13号
斯威格特原本是阿波罗13号的一名后备人员，但因原计划中的指令／服务舱驾驶员肯·马丁利在发射之前的一段时间里接触过麻疹病人，NASA为避免传染病传播，任命杰克·斯威格特参与阿波罗13号任务。1970年4月11日，阿波罗13号发射成功，斯威格特与吉姆·洛威尔和弗莱德·海斯一道在太空5天23小时后，于4月17日安全回到地球。同年，三人获得总统自由勋章。
原计划斯威格特被推荐担任阿波罗-联盟测试计划的指令舱驾驶员，但在阿波罗15号首日封事件之后的清查，发现他曾在集邮物品上签名并卖给集邮商牟利，使他没能再次执行航空任务作为惩罚。斯威格特在一开始的调查过程做出否认，但当对他不利的证据越来越多时，使他对同僚迪克·斯雷顿承认了他的过失，因此被认为对航空航天局的外部影响不利。
斯威格特后来成为了美国众议院众议院科学委员会的人事部主任。

## 參選國會及去世
1982年11月，斯威格特在科羅拉多州新成立的第6选举区作为共和党眾議員候選人在大选中获胜，他以98,909票（62.2%支持率）对56,518票（35.6%支持率）的结果击败了民主党对手史蒂夫·霍根（Steve Hogan）。在竞选活动中，斯威格特得到了前党内对手、当时的科罗拉多州参议员威廉·阿姆斯特朗的支持；共和党1978年的党内竞选中，阿姆斯特朗击败了斯威格特，两人后来成为了好朋友，两人的和解过程也非常感人。
斯威格特在宣誓就职前因骨癌逝世。在1983年的补充投票中，同是共和党人的丹尼尔·施弗（1936年－2006年）以对49,816票（63.3%支持率）对27,779票（35.3%支持率）的选票击败霍根当选。

## 身后影响
斯威格特是第一个去世的月球宇航员，之后又有皮特·康拉德（阿波罗12号）、艾伦·谢泼德和斯图尔特·罗萨（均为阿波罗14号）、詹姆斯·艾尔文（阿波罗15号）以及罗纳德·埃万斯（阿波罗17号）离开人世。已故的唐·埃斯利没有去过月球（包括进入轨道）。
斯威格特在1995年的电影《阿波罗13号》中由凯文·贝肯扮演。
1997年，科罗拉多州政府向美国国会大厦国家雕塑厅提交了一座斯威格特的雕像。